# Biserica de lemn din Tărcăița

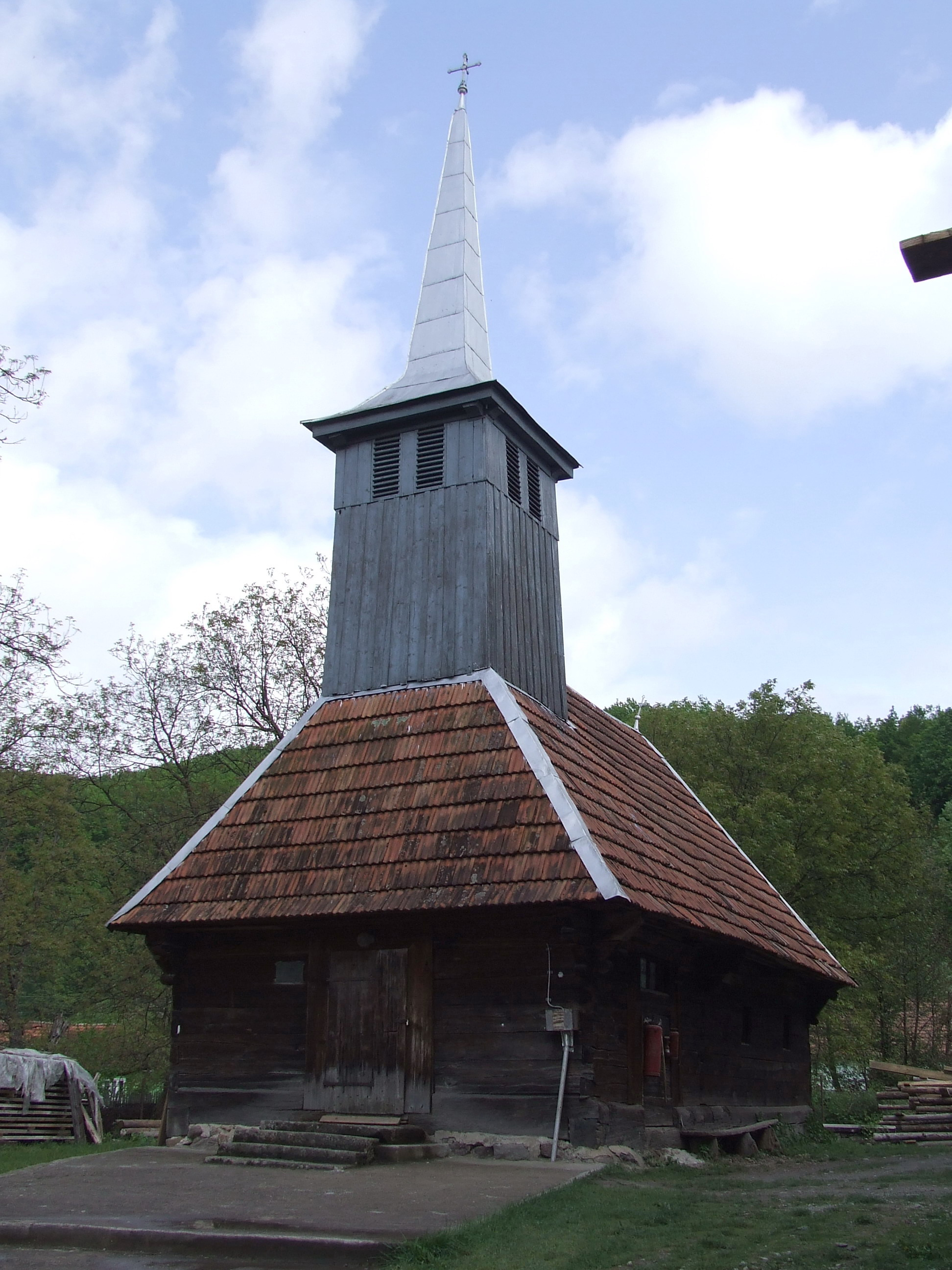
Biserica de lemn din Tărcăiţa, judeţul Bihor, 2008

Biserica de lemn din Tărcăița se află în localitatea omonimă din județul Bihor. Are hramul „Pogorârea Sf. Duh". 

## Istoric și trăsături
În anul 1756 satul nu avea biserică. Actuala biserică a fost construită în 1796, an ce se află crestat pe o bârnă. A fost pictată în anul 1816, de zugravul Simion Darabant, care a pictat și biserica de lemn din Totoreni. Biserica se află pe noua listă a monumentelor istorice sub codul LMI:  BH-II-m-B-01212.